# T55E1
Il T55 3-inch Gun Motor Carriage era un prototipo di semovente d'artiglieria, sviluppato dalla Allied Machinery Manufacturing Company per l'US Army nel 1943, cui seguì un secondo prototipo T55E1.

## Sviluppo
La Cool Brothers di Los Angeles sviluppò un inusuale veicolo ruotato, privo di torretta, adatto all'ambiente desertico. La configurazione 8×8 era basata su due carrelli su quattro ruote motrici, ognuno propulso da un motore. I due motori, uno anteriore e uno posteriore, nel progetto finale vennero posizionati entrambi posteriormente.
L'US Army si mostrò interessato al progetto, che venne denominato T55. Le prove sul campo portarono ad alcune modifiche introdotte sul secondo prototipo, denominato T55E1, distinguibile dal predecessore per le forme squadrate dello scafo.
Le prove eseguite dai militari sull'Aberdeen Proving Ground rivelarono che una mobilità fuoristrada del veicolo era inferiore a quella di un cacciacarri cingolato, come ad esempio il T49 allora in valutazione. Il progetto T55E1 venne così abbandonato.

## Tecnica
I due carrelli 4×4 erano propulsi ognuno da un motore Cadillac, 8-cilindri, raffreddato ad acqua, da 130 hp, per una potenza installata totale di 260 hp a 3.400 rpm. I motori erano disposti posteriormente nello scafo, mentre il vano di combattimento a cielo aperto occupava la parte anteriore del mezzo. La sterzata, assistita da un sistema idraulico, era ottenuta dalla rotazione dell'intero carrello anteriore su un perno centrale. Lo scafo, leggermente blindato, aveva forme arrotondate nel T55 ed era più squadrato sul T55E1. Ospitava anteriormente un cannone da 76 mm di origine antiaerea, il 3 inch M1918, montato in casamatta. L'elevazione era di -10°/+18°, mentre il brandeggio era ridotto a +/-30°. L'armamento secondario era costituito da una mitragliatrice pesante Browning M2 calibro .50 in funzione antiaerea.